# Selezioni giovanili della nazionale maschile di pallacanestro del Principato di Monaco
Le selezioni giovanili della nazionale di pallacanestro del Principato di Monaco sono gestite dalla Fédération Monégasque de Basketball e partecipano ai tornei cestistici internazionali per squadre nazionali, limitatamente a specifiche classi d'età.

## Maschili

### Under-18
Rappresenta i migliori giocatori di nazionalità monegasca di età non superiore ai 18 anni. Partecipa a tutte le manifestazioni internazionali giovanili di pallacanestro per nazioni gestite dalla FIBA.
Agli inizi la denominazione originaria era Nazionale Cadetti, in quanto la FIBA classificava le fasce di età sotto i 18 anni con la denominazione "cadetti". Dal 2000, la FIBA ha modificato il tutto, equiparando sotto la dicitura "under 18" sia denominazione che fasce di età. Da allora la selezione ha preso il nome attuale.

#### Partecipazioni
Partecipa agli Europei di Division C.

### Under-16
Rappresenta i migliori giocatori di nazionalità monegasca di età non superiore ai 16 anni. Partecipa a tutte le manifestazioni internazionali giovanili di pallacanestro per nazioni gestite dalla FIBA.
Agli inizi la denominazione originaria era nazionale Allievi, in quanto la FIBA classificava le fasce di età sotto i 18 anni con la denominazione "allievi". Dal 2000, la FIBA ha modificato il tutto, equiparando sotto la dicitura "under 16" sia denominazione che fasce di età. Da allora la selezione ha preso il nome attuale.

#### Partecipazioni
Ha alternato presenze tra Division B e Division C.

## Femminili

### Under-18
Rappresenta le migliori giocatrici di nazionalità monegasca di età non superiore ai 18 anni. Partecipa a tutte le manifestazioni internazionali giovanili di pallacanestro per nazioni gestite dalla FIBA.
Agli inizi la denominazione originaria era Nazionale Cadette, in quanto la FIBA classificava le fasce di età sotto i 18 anni con la denominazione "cadette". Dal 2000, la FIBA ha modificato il tutto, equiparando sotto la dicitura "under 18" sia denominazione che fasce di età. Da allora la selezione ha preso il nome attuale.

#### Partecipazioni
- 2005 - 6°

### Under-16
Rappresenta le migliori giocatrici di nazionalità monegasca di età non superiore ai 16 anni. Partecipa a tutte le manifestazioni internazionali giovanili di pallacanestro per nazioni gestite dalla FIBA.
Agli inizi la denominazione originaria era nazionale Allieve, in quanto la FIBA classificava le fasce di età sotto i 18 anni con la denominazione "allieve". Dal 2000, la FIBA ha modificato il tutto, equiparando sotto la dicitura "under 16" sia denominazione che fasce di età. Da allora la selezione ha preso il nome attuale.

#### Partecipazioni
Division C
- 2006 -  3°
- 2008 - 5°
- 2010 -  2°
- 2011 - 4°
- 2012 - 7°

- 2013 -  3°
- 2017 - 7°
- 2018 - 7°